# Kadohara Kaoru
Kadohara Kaoru (門原 かおる; Hepburn: Kadohara Kaoru) (Japán, 1970. május 25. –) japán válogatott labdarúgó.

## Klub
A Matsushita Electric Panasonic Bambina csapatában játszott.

## Nemzeti válogatott
1993-ban debütált a japán válogatottban. A japán válogatott tagjaként részt vett az 1995-ös világbajnokságon és az 1996. évi nyári olimpiai játékokon. A japán válogatottban 12 mérkőzést játszott.

## Statisztika
| Japán válogatott | Japán válogatott | Japán válogatott |
| Időszak          | Mérk.            | gól              |
| ---------------- | ---------------- | ---------------- |
| 1993             | 4                | 1                |
| 1994             | 2                | 0                |
| 1995             | 2                | 0                |
| 1996             | 4                | 0                |
| Összesen         | 12               | 1                |

## Sikerei, díjai
Japán válogatott
- Ázsia-kupa:  Ezüst; 1995,  Bronz; 1993

Egyéni
- Az év Japán csapatában: 1994